# Humat al-hima
Humat al-hima (arabisch حماة الحمى, DMG Ḥumāt al-Ḥimā) ist seit 1987 die Nationalhymne Tunesiens. Sie löste damit die bisherige Hymne Ala Khallidi ab.
Der Begriff bedeutet „Verteidiger des Vaterlandes“. Die ursprüngliche Version wurde vom Ägypter Mustafā Sādiq ar-Rāfiʿī geschrieben. Die heutige tunesische Nationalhymne ist eine Erweiterung dieser um zwei Strophen von Abu al-Qasim asch-Schabbi. Sie diente lange Zeit als Hymne der Revolution und des Widerstandes. Nach dem 7. November 1987 wurde die ehemalige „Hymne der Revolution“ zur Nationalhymne.

## Arabischer Text
| Originaltext: | Transkription: |
| Refrain: حماة الحمى يا حماة الحمى هلموا هلموا لمجد الزمن لقد صرخت في عروقنا الدماء نموت نموت ويحيا الوطن                                                                                           | Refrain: Ḥumāt al-ḥimā yā ḥumāt al-ḥimā Halummū halummū li-maǧdi z-zaman La-qad ṣaraḫat fī ʿurūqinā d-dimā Namūtu namūtu wa-yaḥyā l-waṭan |
| 1. Strophe: لتدو السماوات برعدها لترم الصواعق نيرانها إلى عز تونس إلى مجدها رجال البلاد وشبانها فلا عاش في تونس من خانها ولا عاش من ليس من جندها نموت ونحيى على عهدها حياة الكرام وموت العظام      | 1. Strophe: Li-tadwi s-samāwātu bi-raʿdihā Li-tarmi ṣ-ṣawāʿiqu nīrānahā Ilā ʿizzi Tūnis ilā maǧdihā Riǧāl al-bilādi wa-šubbānahā Fa-lā ʿāsha fī Tūnis man ḫānahā Wa-lā ʿāsha man laysa min ǧundihā Namūtu wa-naḥyā ʿalá ʿahdihā Ḥayāt al-kirāmi wa-mawt al-ʿiẓām          |
| Refrain | Refrain |
| 2. Strophe: ورثنا السواعد بين الأمم صخورا صخورا كهذا البناء سواعد يهتز فوقها العلم نباهي به ويباهي بنا وفيها كفا للعلى والهمم وفيها ضمان لنيل المنى وفيها لأعداء تونس نقم وفيها لمن سالمونا السلام | 2. Strophe: Wa-riṯnā s-sawāʿida bayna l-umam Ṣuḫūran ṣuḫūran ka-hāḏā l-bināʾ Sawāʿidu yahtazzu fawqahā l-ʿalam Nubāhī bihi wa-yubāhī binā Wa-fīhā kafā li-l-ʿulā wa-l-himam Wa-fīhā ḍamānun li-nayli l-munā Wa-fīhā li-aʿdāʾi Tūnis niqam Wa-fīhā li-man sālamūnā s-salām |
| Refrain | Refrain |
| 3. Strophe: 𝄇 إذا الشعب يوما أراد الحياة فلا بدّ أن يستجيب القدر ولا بد لليل أن ينجلي ولا بد للقيد أن ينكسر 𝄆                                                                                       | 3. Strophe: 𝄆 Iḏā aš-šaʿbu yawman arāda l-ḥayāh Fa-lā budda an yastaǧīb al-qadar Wa-lā budda li-l-layli an yanǧalī Wa-lā budda li-l-qaydi an yankasir 𝄇 |
| Refrain | Refrain |

## Übersetzung
Refrain:
Verteidiger des Vaterlandes, Verteidiger des Vaterlandes! 

Wohl an, wohl an, zum Ruhme der Zeit,

Das Blut schreit in unsern Adern,

Wir sterben, wir sterben, es lebe unser Vaterland!
1. Strophe:
Lasst die Himmel donnernd brüllen,

Lasst Donnerschläge mit Feuer regnen!

Ihr Männer und Jugendlichen aus Tunesien,

Erhebt euch für Kraft und Ruhm eures Vaterlandes

Keiner lebt in Tunesien der das Land betrügt,

Und keiner lebt dort, der es nicht verteidigt.

Wir leben und sterben treu zu Tunesien,

Ein würdevolles Leben und ein ruhmvoller Tod!
2. Strophe:
𝄆 Als Nation, die wir geerbt haben,

So Arme, so Arme, wie Granittürme.

Unsere stolze Fahne hochhaltend,

Wir rühmen uns seiner und er prahlt mit uns,

Und Waffen, die Ambitionen und Ruhm erreichen,

Und gewiß unsere Hoffnungen zu verwirklichen,

Und füge den Feinden Tunesiens eine Niederlage zu,

Und biete Freunden Frieden an. 𝄇
3. Strophe:
𝄆 Wenn eines Tages das Volk sich zum Leben entschließt

Dann muss das Schicksal sich beugen

Die Nacht muss weichen 

Und die Fesseln werden gebrochen 𝄇